# Antonio Roldán

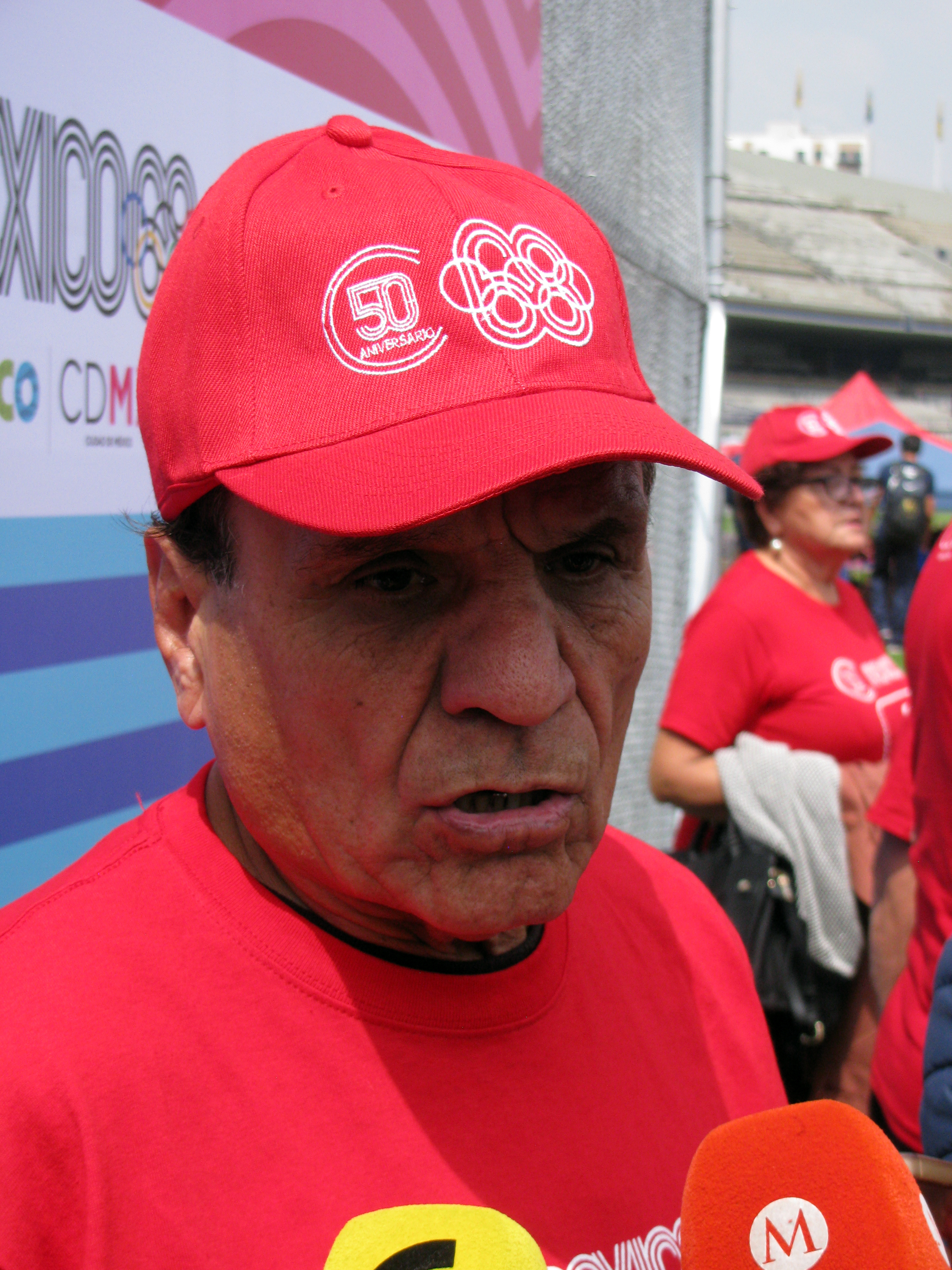

Antonio Roldán Reyna (* 15. Juni 1946 in Mexiko-Stadt) ist ein mexikanischer Boxer und Olympiasieger im Federgewicht von 1968.
Der 1,70 m große Mexikaner begann im Alter von 15 Jahren mit dem Wettkampfboxen. Nachdem er bereits das international besetzte, vorolympische Testturnier in Mexiko-Stadt gewonnen hatte, nahm er kurz darauf bei den in derselben Stadt ausgetragenen 19. Olympischen Sommerspielen teil. Dabei besiegte er in der Vorrunde Ibrahim Hamid aus dem Sudan 5:0, im Achtelfinale Edward Tracey aus Irland 4:1, im Viertelfinale Waleri Plotnikow aus der Sowjetunion 4:1 und im Halbfinale Philip Waruinge aus Kenia 3:2. Im Finale traf er auf den US-Amerikaner Albert Robinson, welcher aufgrund von Kopfstößen in der zweiten Runde disqualifiziert wurde und Roldán somit die olympische Goldmedaille im Federgewicht gewann. Durch einen der Kopfstöße hatte er jedoch eine schwere Gesichtsverletzung davongetragen, die ihm beinahe das linke Augenlicht gekostet hätte.
Von 1969 bis 1973 bestritt er sechs Profikämpfe in Mexiko und Kalifornien, darunter drei Siege und ein Unentschieden. Nach einer schweren K.-o.-Niederlage in der zweiten Runde gegen den vierfachen WM-Herausforderer Armando Muñíz, beendete er seine Karriere.